# Weingut Stern
Das  Weingut Stern aus Hochstadt liegt zwischen Landau und Speyer in der Südpfalz (Deutschland). Es gehört zu dem Weinbaugebiet Pfalz und ist Mitglied im Verband Barriqueforum Pfalz und Pinotimes.

## Geschichte
1952 wurde das Gut von Josef Stern gegründet. Anschließend führte der Sohn Wolfgang Stern das Weingut in der 2. Generation, modernisierte es und stellte auf Flaschenweinvermarktung um. Heute wird das Weingut Stern in der dritten Generation von Dominic Stern geleitet und ist bekannt für füllige Rotweine und ausgezeichnete Weißweine.

## Prämierungen (Auswahl)
- Eichelmann: 3 Sterne Zitat: Mit dieser Kollektion aus dem Jahrgang 2008 gehören sie zu den besten Rotweinwinzern der Pfalz. 2019 mit zwei roten Trauben im Gault Millau ausgezeichnet,[1]
- Eichelmann 2016: Hervorragendes Weingut mit 3,5 Stern
- 1. Platz Kategorie Chardonnay – Die junge Südpfalz 2012 – Da wächst was nach
- 1. Platz Kategorie Spätburgunder – Die junge Südpfalz – Da wächst was nach
- Wein-Plus: 2 Sterne, Vinum Rotweinpreis Finalist
- Staatsehrenpreis des Landes Rheinland-Pfalz 2007, 2011, 2012, 2013, 2015 Ehrenpreise 2008, 2009, 2010[2] Großer Staatsehrenpreis 2014
- Landesprämierungen für Wein und Sekt in den Jahren 2009 und 2010: 16× Gold, 8× Silber; 2015: 21 × Gold
- Der Feinschmecker: Empfohlen unter den besten Weingütern Deutschlands
- 1. Platz Dornfelder Siegerweinverkostung der LWK, 2009 und 2011
- AWC-Vienna 2012: 4 × GOLD
- Falstaff Wein-Trophy: mit dem Projekt PINOTIMES nominiert als Newcomer des Jahres 2012
- Sauvignon Blanc Trophy 2015: 95 Punkte – Höchstbewertung für deutschen Sauvignon Blanc
- Falstaff 2015 Talentschuppen! (Hier werden deutschlandweit 5 Newcomer vorgestellt)
- Gault&Millau 2016: 1 rote Traube
- Seit 2014 destilliert Dominic Stern einen Pfälzer Gin. (Pfalz Dry Gin). Er zeichnet sich durch seine aromatische Komplexität aus und ist in vielen Bars zu finden.